# Iopamidolo
Lo iopamidolo è un mezzo di contrasto non ionico, monomero, a bassa osmolalità. È impiegato nell'angiografia, artrografia, mielografia, urografia e nella visualizzazione del tratto gastrointestinale. L'azione dello iopamidolo è simile a quella della metrizamide.
Lo iopamidolo non viene metabolizzato. La sostanza viene eliminata immodificata con le urine.
Nel topo e nel ratto la DL50 è rispettivamente di 44,5 g/kg e di 28,2 g/kg per e.v.
Le soluzioni di iopamidolo in commercio hanno una concentrazione che varia dal 30,62% al 75,5% (equivalente a 150–370 mg di iodio per ml); la dose e la concentrazione dipendono dalla procedura e dalla via di somministrazione. Nella mielografia si usano per iniezione intratecale lenta (1-2 minuti) 5-15 ml di una soluzione al 40,8% (contenente l'equivalente di 200 mg di iodio per ml) oppure 5-10 ml di una soluzione al 61,2% (contenente l'equivalente di 300 mg di iodio per ml). Nella urografia si somministrano per via e.v. dosi di 40-80 ml di una soluzione contenente dal 61,2% al 75,5% di iopamidolo (equivalente a 300–370 mg di iodio per ml). Per la visualizzazione del tratto gastrointestinale si somministra, per via orale o per clisma rettale, una soluzione alla concentrazione del 61,2% (contenente l'equivalente di 300 mg di iodio per ml).
Si possono manifestare effetti respiratori (asma, dispnea, broncospasmo), gastrointestinali (nausea, vomito), neurologici (parestesie, rigidità nucale, epilessia, disturbi visivi, eloquio inceppato, cefalea, confusione), cardiovascolari (aritmie, tachicardia, bradicardia, ipo-ipertensione, arresto cardiaco, vasculite, emorragia, pallore), dermatologici (orticaria, prurito, rash cutanei). Sono stati anche segnalati insufficienza renale, poliuria, ematuria e ritenzione urinaria.
Lo iopamidolo è controindicato in caso di ipersensibilità. Il mezzo di contrasto deve essere usato con estrema cautela nei soggetti affetti da insufficienza cardiaca e respiratoria, diabete, iperuricemia, feocromocitoma, insufficienza epatica e renale ed epilessia. Prima di effettuare la somministrazione di iopamidolo si raccomanda una adeguata idratazione del paziente.
L'uso di mezzi di contrasto a base di iodio può interferire con i test sulla funzionalità tiroidea.